# Allopauropus fuscinifer
Allopauropus fuscinifer är en mångfotingart som beskrevs av Paul Auguste Remy 1936. Allopauropus fuscinifer ingår i släktet småfåfotingar, och familjen fåfotingar. Inga underarter finns listade i Catalogue of Life.